# نانائو
نانائو (به ژاپنی: 菜々緒)؛(زادهٔ ۲۸ اکتبر ۱۹۸۸) یک هنرپیشه، و مدل (شخص) اهل ژاپن است.
از فیلم‌ها یا برنامه‌های تلویزیونی که وی در آن نقش داشته است می‌توان به زن قلعه‌دار، نائوتورا اشاره کرد.